# Giáo phận Purwokerto
Giáo phận Purwokerto (tiếng Indonesia: Keuskupan Purwokerto; tiếng Latinh: Dioecesis Purvokertensis) là một giáo phận của Giáo hội Công giáo Rôma trực thuộc Tổng giáo phận Semarang, với tòa giám mục đặt tại thành phố Purwokerto, Indonesia.

## Địa giới
Địa giới giáo phận bao gồm phần phía tây tỉnh Trung Java.
Tòa giám mục và Nhà thờ chính tòa Chúa Kitô Vua của giáo phận được đặt tại thành phố Purwokerto.
Giáo phận được chia thành 25 giáo xứ.

## Lịch sử
Hạt Phủ doãn Tông tòa Purwokerto được thành lập vào ngày 25/4/1932 theo đoản sắc Magna animi của Giáo hoàng Piô XI, trên phần lãnh thổ tách ra từ Hạt Đại diện Tông tòa Batavia (nay là Tổng giáo phận Jakarta).
Vào ngày 16/10/1941 Hạt Phủ doãn Tông tòa được nâng cấp thành một Hạt Đại diện Tông tòa theo tông sắc Valde rei catholicae của Giáo hoàng Piô XII.
Vào ngày 3/1/1961 Hạt Đại diện Tông tòa được nâng cấp thành một giáo phận theo tông sắc Quod Christus của Giáo hoàng Gioan XXIII.

## Giám mục quản nhiệm
Các giai đoạn trống tòa không quá 2 năm hay không rõ ràng bị loại bỏ.
- Bernhard J. J. Visser, M.S.C. † (18/5/1932 - 1949 từ nhiệm)[1]
- Willem Schoemaker, M.S.C. † (31/5/1950 - 17/12/1973 từ nhiệm)
- Pascalê Soedita Hardjasoemarta, M.S.C. † (17/12/1973 - 23/5/1999 qua đời)
- Giulianô Kemo Sunarko, S.I. † (10/5/2000 - 29/12/2016 về hưu)
- Christôphê Tri Harsono, từ 14/7/2018

## Thống kê
Đến năm 2021, giáo phận có 55.846 giáo dân trên dân số tổng cộng 15.966.516, chiếm 0,3%.
| Năm  | Dân số   | Dân số     | Dân số | Linh mục      | Linh mục       | Linh mục      | Linh mục                | Phó tế | Tu sĩ     | Tu sĩ    | Giáo xứ |
| Năm  | giáo dân | tổng cộng  | %      | linh mục đoàn | linh mục triều | linh mục dòng | tỉ lệ giáo dân/linh mục | Phó tế | nam tu sĩ | nữ tu sĩ | Giáo xứ |
| ---- | -------- | ---------- | ------ | ------------- | -------------- | ------------- | ----------------------- | ------ | --------- | -------- | ------- |
| 1950 | 3.718    | 6.000.000  | 0,1    | 12            | 1              | 11            | 309                     |        | 18        | 56       | 14      |
| 1970 | 22.743   | 9.126.388  | 0,2    | 24            | 2              | 22            | 947                     |        | 61        | 139      |         |
| 1980 | 35.599   | 11.169.635 | 0,3    | 24            | 4              | 20            | 1.483                   |        | 63        | 160      |         |
| 1990 | 58.846   | 14.024.086 | 0,4    | 28            | 5              | 23            | 2.101                   |        | 94        | 196      |         |
| 1999 | 70.668   | 16.996.921 | 0,4    | 37            | 11             | 26            | 1.909                   |        | 93        | 192      | 16      |
| 2000 | 71.835   | 17.166.852 | 0,4    | 35            | 10             | 25            | 2.052                   |        | 91        | 195      | 16      |
| 2001 | 73.984   | 17.448.652 | 0,4    | 37            | 13             | 24            | 1.999                   |        | 92        | 195      | 16      |
| 2002 | 74.364   | 17.623.145 | 0,4    | 43            | 14             | 29            | 1.729                   |        | 93        | 196      | 18      |
| 2003 | 75.912   | 17.705.379 | 0,4    | 48            | 16             | 32            | 1.581                   |        | 69        | 191      | 21      |
| 2004 | 76.744   | 17.698.013 | 0,4    | 60            | 31             | 29            | 1.279                   |        | 63        | 198      | 21      |
| 2010 | 73.728   | 18.430.000 | 0,4    | 69            | 31             | 38            | 1.068                   | 2      | 73        | 219      | 24      |
| 2013 | 60.318   | 19.174.000 | 0,3    | 65            | 29             | 36            | 927                     |        | 76        | 247      | 24      |
| 2014 | 58.942   | 17.464.103 | 0,3    | 78            | 35             | 43            | 755                     |        | 94        | 225      | 25      |
| 2016 | 61.235   | 19.921.157 | 0,3    | 83            | 38             | 45            | 737                     |        | 90        | 145      | 25      |
| 2019 | 59.540   | 20.348.130 | 0,3    | 78            | 39             | 39            | 763                     |        | 80        | 219      | 25      |
| 2021 | 55.846   | 15.966.516 | 0,3    | 82            | 43             | 39            | 681                     |        | 84        | 229      | 25      |